# 阿勒泰地区第二高级中学
47°47′04″N 88°07′31″E / 47.78447°N 88.12540°E

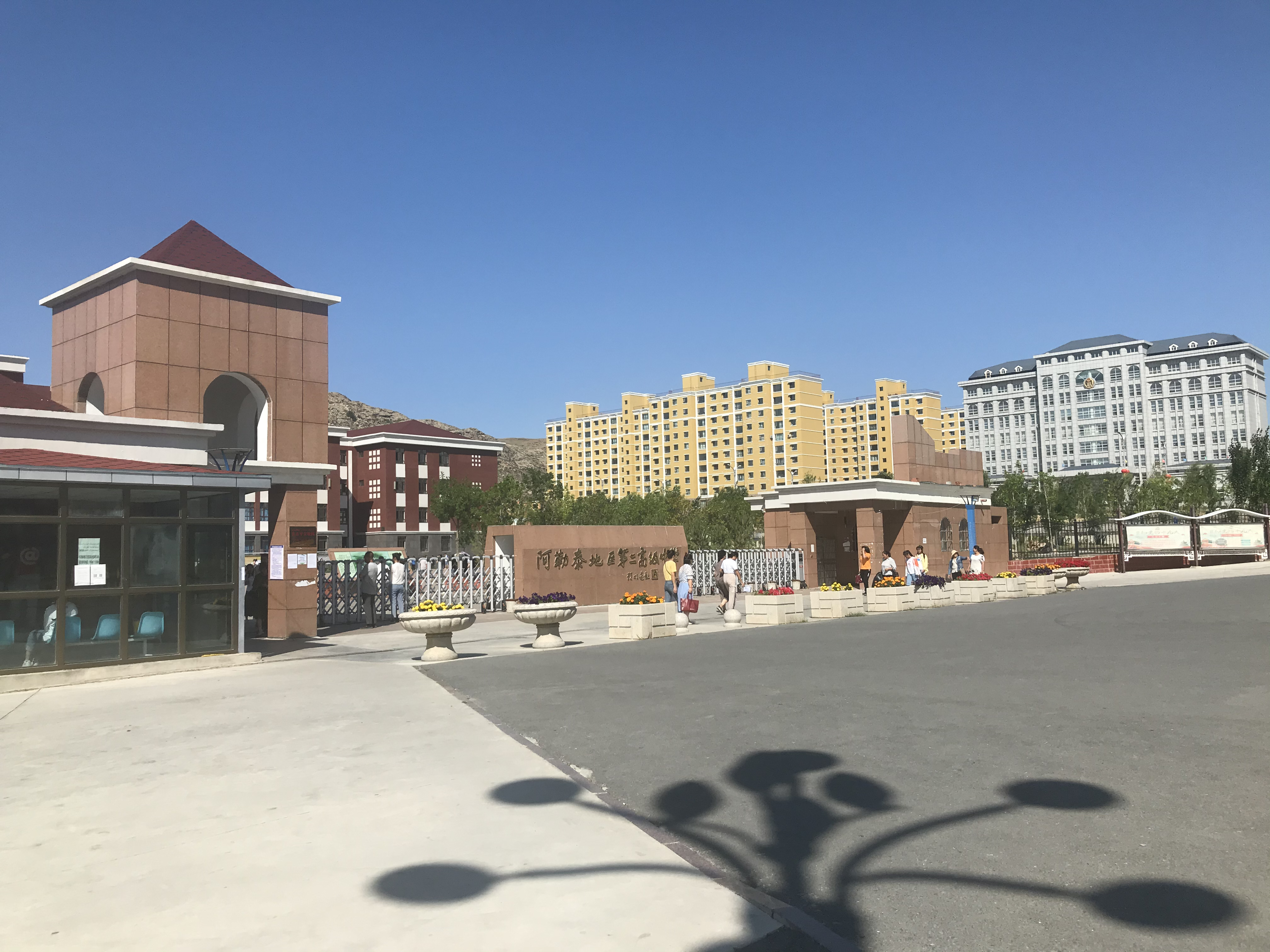
阿勒泰地区第二高级中学

阿勒泰地区第二高级中学，简称地区二中，是中华人民共和国新疆维吾尔自治区阿勒泰地区的一所高级中学，位于阿勒泰地区阿勒泰市恰秀路街道迎宾路。

## 特点
阿勒泰地区第二高级中学是汉语授课的寄宿制全日制高级中学。前身是建于1952年9月的阿勒泰县汉文完全小学。1957年9月，开始招收初中班，学校改为阿勒泰县汉回中学。1958年9月，改名阿勒泰地区第二中学。1960年划归专区管理，称“阿勒泰专区第二中学”。文化大革命期间，1967年，改名为专区东方红中学。1978年8月26日，阿勒泰地区革委会发出《关于统全日制中小学机构和名称的通知》，要求阿勒泰各学校恢复原名，同年更名为阿勒泰地区第二中学，被地区革委会确定为地区重点中学。1980年，附属小学单独建校，地区二中成为完全中学。1997年9月，更名为阿勒泰地区第二高级中学。

## 校友
- 阿不都沙拉木·阿不都热西提